# La Sentiu de Sió
La Sentiu de Sió – gmina w Hiszpanii, w prowincji Lleida, w Katalonii, o powierzchni 29,69 km². W 2011 roku gmina liczyła 471 mieszkańców.